# Laminacauda dentichelis
Laminacauda dentichelis är en spindelart som först beskrevs av Lucien Berland 1913.  Laminacauda dentichelis ingår i släktet Laminacauda och familjen täckvävarspindlar.
Artens utbredningsområde är Ecuador. Inga underarter finns listade i Catalogue of Life.